# Lanàs
Lanas és un municipi francès situat al departament de l'Ardecha i a la regió d'Alvèrnia-Roine-Alps. L'any 2007 tenia 377 habitants.

## Demografia

### Població
El 2007 la població de fet de Lanas era de 377 persones. Hi havia 166 famílies de les quals 48 eren unipersonals (28 homes vivint sols i 20 dones vivint soles), 47 parelles sense fills, 51 parelles amb fills i 20 famílies monoparentals amb fills.
La població ha evolucionat segons el següent gràfic:
Habitants censats 

### Habitatges
El 2007 hi havia 251 habitatges, 163 eren l'habitatge principal de la família, 61 eren segones residències i 27 estaven desocupats. 238 eren cases i 12 eren apartaments. Dels 163 habitatges principals, 119 estaven ocupats pels seus propietaris, 34 estaven llogats i ocupats pels llogaters i 9 estaven cedits a títol gratuït; 11 tenien dues cambres, 30 en tenien tres, 52 en tenien quatre i 70 en tenien cinc o més. 111 habitatges disposaven pel capbaix d'una plaça de pàrquing. A 86 habitatges hi havia un automòbil i a 69 n'hi havia dos o més.

### Piràmide de població
La piràmide de població per edats i sexe el 2009 era:
| Homes | Edats   | Dones |
| ----- | ------- | ----- |
| 0     | 95 o +  | 0     |
| 0     | 90 a 94 | 0     |
| 0     | 85 a 89 | 0     |
| 0     | 80 a 84 | 0     |
| 8     | 75 a 79 | 12    |
| 0     | 70 a 74 | 0     |
| 16    | 65 a 69 | 4     |
| 12    | 60 a 64 | 4     |
| 4     | 55 a 59 | 16    |
| 4     | 50 a 54 | 12    |
| 16    | 45 a 49 | 8     |
| 8     | 40 a 44 | 16    |
| 24    | 35 a 39 | 16    |
| 12    | 30 a 34 | 16    |
| 4     | 25 a 29 | 12    |
| 4     | 20 a 24 | 0     |
| 8     | 15 a 19 | 20    |
| 8     | 10 a 14 | 20    |
| 12    | 5 a 9   | 24    |
| 12    | 0 a 4   | 4     |

## Economia
El 2007 la població en edat de treballar era de 245 persones, 181 eren actives i 64 eren inactives. De les 181 persones actives 166 estaven ocupades (87 homes i 79 dones) i 15 estaven aturades (6 homes i 9 dones). De les 64 persones inactives 24 estaven jubilades, 18 estaven estudiant i 22 estaven classificades com a «altres inactius».

### Ingressos
El 2009 a Lanas hi havia 163 unitats fiscals que integraven 381,5 persones, la mediana anual d'ingressos fiscals per persona era de 17.810 €.

### Activitats econòmiques
Dels 21 establiments que hi havia el 2007, 1 era d'una empresa de fabricació d'elements pel transport, 1 d'una empresa de fabricació d'altres productes industrials, 3 d'empreses de construcció, 3 d'empreses de comerç i reparació d'automòbils, 3 d'empreses d'hostatgeria i restauració, 2 d'empreses d'informació i comunicació, 1 d'una empresa financera, 1 d'una empresa immobiliària, 4 d'entitats de l'administració pública i 2 d'empreses classificades com a «altres activitats de serveis».
Dels 7 establiments de servei als particulars que hi havia el 2009, 4 eren autoescoles, 1 paleta, 1 guixaire pintor i 1 restaurant.
L'any 2000 a Lanas hi havia 13 explotacions agrícoles que ocupaven un total de 40 hectàrees.

## Poblacions properes
El següent diagrama mostra les poblacions més properes.